# Condado de Cooke
O Condado de Cooke é um dos 254 condados do Estado americano do Texas. A sede do condado é Gainesville, e sua maior cidade é Gainesville.
O condado possui uma área de 2 328 km² (dos quais 65 km² estão cobertos por água), uma população de 36 363 habitantes, e uma densidade populacional de 16 hab/km² (segundo o censo nacional de 2000).
O condado foi fundado em 1848.